# Anaphes behmani
Anaphes behmani är en stekelart som beskrevs av Girault 1929. Anaphes behmani ingår i släktet Anaphes och familjen dvärgsteklar. Inga underarter finns listade i Catalogue of Life.